# Paul Pont
Pour les articles homonymes, voir Pont (homonymie).
Paul Pont, né le 23 octobre 1808 à Barcelone (Espagne) et mort le 20 juin 1888 à Orsay (Essonne) est un théoricien français du droit.

## Biographie
Né le 24 octobre 1808 à Barcelone (Espagne) de parents français, Paul Pont devient en 1834 avocat à la Cour de Paris, avant d'obtenir le grade de docteur en droit en 1845. Après avoir été nommé juge en 1850 au tribunal de Châteaudun puis en 1852 de celui de Chartres, il devient en président du tribunal de Corbeil puis juge l'année suivante au tribunal civil de la Seine. Il est nommé en 1858 conseiller à la Cour de Paris, puis en 1864 conseiller à la Cour de cassation.
Il est élu le 7 mai 1870 au huitième fauteuil de l'Académie des sciences morales et politiques. Il est nommé en 1883 président de chambre honoraire à la cour de cassation. Il meurt le 20 juin 1888 à Orsay, commune au sein de laquelle il occupa brièvement en 1871 la charge de maire puis jusqu'à sa mort celle de conseiller municipal.

## Distinctions
- Commandeur de la Légion d'honneur (1880)[5]
- Officier de l'Instruction publique[1]
- Grand officier de l'ordre du Christ[1]
- Commandeur de l'ordre de Charles III[1]

## Publications
- Paul Lucas-Championnière, Paul Pont et Esprit Rigaud, Traité des droits d'enregistrement, de timbre et d'hypothèques, et des contraventions à la loi du 25 ventôse an XI, tomes 5 et 6, Paris, C. Hingray ; Cosse, 1839-1851[6].
- Paul Pont et Aimé Rodière, Traité du contrat de mariage et des droits respectifs des époux, relativement à leurs biens, Paris, Cotillon, 2 volumes, 1847[7].
- Paul Pont, « Ventes judiciaires, meubles incorporels, notaire » in Revue de législation et de jurisprudence, Batignolles, impr. de Hennuyer, avril 1847[8].
- Paul Pont, Commentaire-traité théorique et pratique des privilèges et hypothèques mis en rapport avec la loi sur la transcription, Paris, Cotillon, 1856[9].
- Paul Pont et Edmond Seligman, Explication théorique et pratique de la loi du 21 mai 1858 sur les articles modifiés des saisies immobilières et sur la procédure d'ordre, par M. Seligman, ouvrage examiné et annoté par M. Paul Pont, Paris, Cotillon, 1860, 539 p.[10]
- Paul Pont, Commentaire-traité des petits contrats et de la contrainte par corps, Paris, Cotillon (Delamotte), 2 volumes, 1863-1867[11].
- Paul Pont, Commentaire-traité des privilèges et hypothèques et de l'expropriation forcée, mis en rapport avec la loi sur la transcription, Paris, Delamotte, 2 volumes, 1868 (réédité en 1876)[12].
- Paul Pont, Commentaire-traité des sociétés civiles et commerciales, Paris, Delamotte, 1872[13].
- Faustin Hélie, Paul Pont et Hippolyte-Ferréol Rivière, Codes français et lois usuelles, édition scientifique, Paris, 1876-1888[14].
- Paul Pont, Funérailles de M. Joseph Garnier le 28 septembre 1881 et discours de M. Paul Pont, Paris, imprimerie de Firmin-Didot, 1881, 13 p.[15]

### Sources
- Charles Franquet de Franqueville, Le Premier Siècle de l'Institut de France, t. I, Paris, Rothschild, 1895, n°777.
- Édouard Colmet de Santerre, Notice sur la vie et les travaux de M. Paul Pont, Paris, A. Picard, 1890, 18 p.